# جهنده‌ماهی زغالی
جهنده‌ماهی زغالی (نام علمی: Percina brevicauda) نام یک گونه از سرده جهنده‌ماهی‌های شکم‌زبر است.